# Terranova dei Passerini
Terranova dei Passerini (lombardul: Teranöva di Pasrìn) település Olaszországban, Lombardia régióban, Lodi megyében. Lakosainak száma 935 fő (2023. január 1.). Terranova dei Passerini Castelgerundo, Casalpusterlengo, Castiglione d’Adda, Turano Lodigiano, Bertonico és Codogno községekkel határos.

## Népesség
A település lakossága az elmúlt években az alábbi módon változott:
| Lakosok száma | 914  | 918  | 935  |
|               | 2017 | 2018 | 2023 |